# Carretera Federal 49D
La Carretera Federal 49D, es una Autopista de cuota que recorre los estados de  Chihuahua y Durango, desde Jiménez hasta Bermejillo,  es una alternativa de alta velocidad a la vecina Carretera Federal 49 y tiene una longitud total de 195 km.
Las autopistas y carreteras de acceso restringido son parte de la red federal de carreteras y se identifican mediante el uso de la letra “D” añadida al final del número de carretera.

## Trayectoria

### Chihuahua
Longitud = 80 km
- Jiménez – Carretera Federal 45
- Escalón

### Durango
Longitud = 115 km
- Ceballos
- Bermejillo – Carretera Federal 45